# Jay Alaimo
Pour les articles homonymes, voir Alaimo.
Jay Alaimo est un scénariste, réalisateur et producteur de cinéma et de télévision américain, né en 1972 à Suffield.